# Isaiah Washington

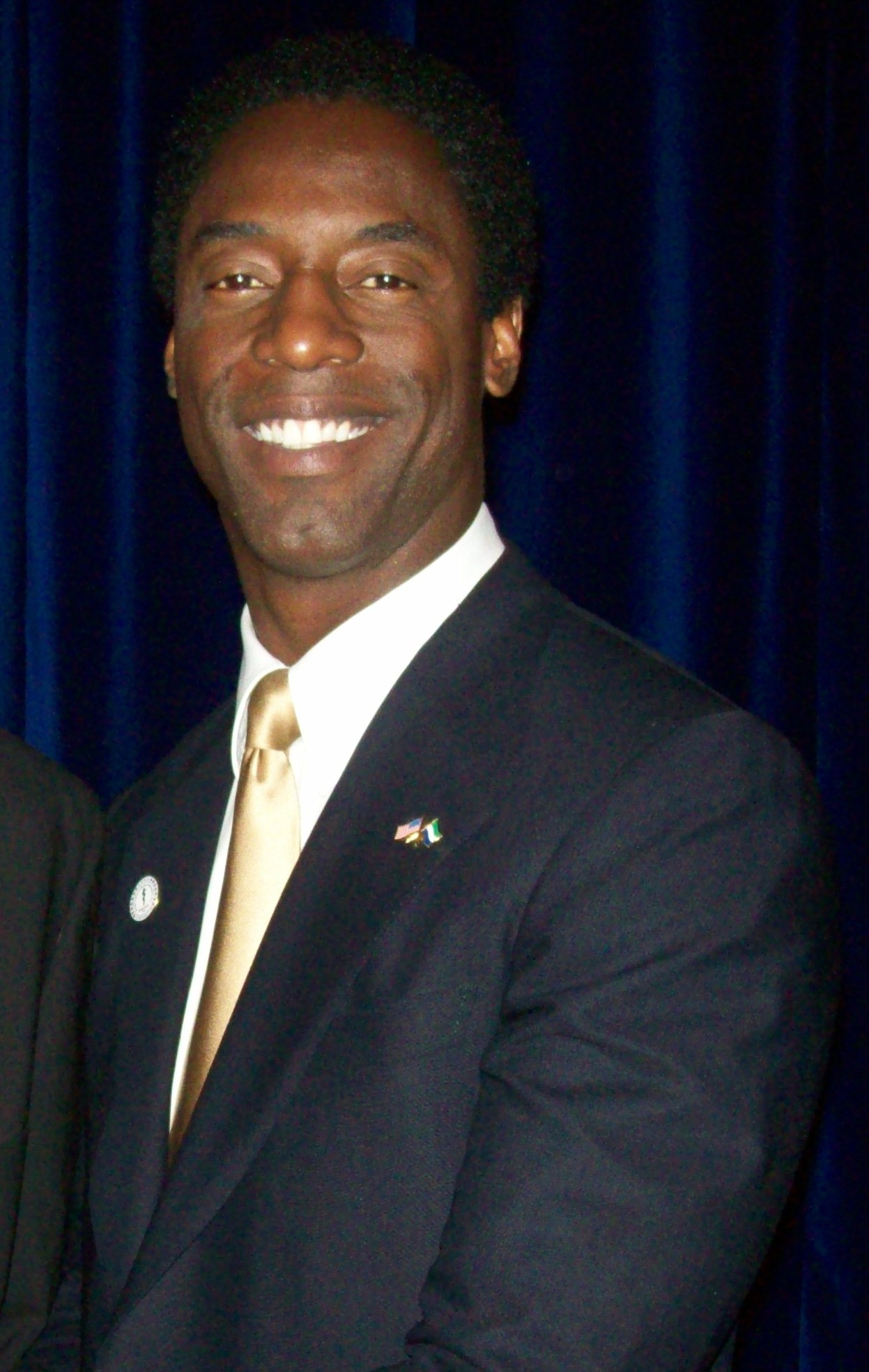
Isaiah Washington

Isaiah Washington IV (* 3. August 1963 in Houston, Texas) ist ein US-amerikanischer Schauspieler.

## Biographie
Er wuchs in Houston auf, wo er 1981 seinen Abschluss an der Willowridge High School machte. Nach seinem Dienst in der United States Air Force studierte Washington drama an der renommierten Howard University in Washington, D. C., wo er auch sein erstes Theaterengagement erhielt. Im Anschluss an das Studium ging er nach New York, um dort seine Theaterkarriere auszubauen. Nach einigen Bühnenstücken gründete er zusammen mit Kollegen das City Kids Repertory – eine Theatergruppe, die in Schulen und Gemeinden Lehrstücke aufführte.
Sein Einstieg ins Filmgeschäft wurde maßgeblich durch Spike Lee beeinflusst, der mit Washington vier Filme drehte. Danach besetzten ihn Steven Soderbergh, Warren Beatty oder Clint Eastwood. Erfolge wie Romeo Must Die und Ghost Ship folgten.
Ab 2005 spielte er in der Krankenhaus-Fernsehserie Grey’s Anatomy die Rolle des Preston Burke, für die er einen Screen Actors Guild Awards (insgesamt drei Nominierungen) und zwei Image Awards als bester Hauptdarsteller in einer Drama-Serie erhielt. Nachdem sich Washington angeblich wiederholt homophob gegenüber seinem homosexuellen Kollegen T. R. Knight in Grey’s Anatomy geäußert haben soll, kam es in den USA zu Protesten gegen dieses Verhalten. Der die Serie produzierende US-Sender ABC stellte dazu fest, Washingtons Verhalten sei inakzeptabel und man habe erwogen, ihn aus der Serie zu entfernen. Infolgedessen unterzog sich Washington einer einwöchigen Therapie und traf sich mit Vertretern von lesbisch-schwulen Organisationen. Am 8. Juni 2007 wurde bekannt, dass ABC Washingtons Vertrag nicht mehr verlängerte.
Ab Oktober 2007 war er in der NBC-Serie Bionic Woman zu sehen, einer Neuauflage der 70er-Jahre-Fernsehserie Die Sieben-Millionen-Dollar-Frau. Die Serie wurde jedoch nach nur acht Folgen wieder eingestellt.
Von 2014 bis 2018 verkörperte er die Hauptrolle des Thelonious Jaha in der Science-Fiction-Fernsehserie The 100.
Er ist seit 1999 mit Jenisa Marie Washington verheiratet und hat mit ihr drei Kinder.

## Filmografie (Auswahl)
- 1995: Dead Presidents
- 1996: Crooklyn
- 1996: Mr. und Mrs. Loving (Mr. and Mrs. Loving)
- 1997: Ally McBeal (Fernsehserie, Episode 1x20–1x21)
- 1997: Clockers
- 1998: Girl 6
- 1998: Out of Sight
- 1998: Bulworth
- 1999: Ein wahres Verbrechen (True Crime)
- 2000: Romeo Must Die
- 2001: Exit Wounds – Die Copjäger (Exit Wounds)
- 2001: Safecrackers oder Diebe haben’s schwer (Welcome to Collinwood)
- 2002: Ghost Ship
- 2003: Hollywood Cops
- 2003: This Girl’s Life – Mein Leben als Pornostar (This Girl’s Life)
- 2004: Wild Things 2
- 2005: Dirty Movie
- 2005–2007, 2014: Grey’s Anatomy (Fernsehserie, 62 Episoden)
- 2007: Bionic Woman (Fernsehserie, 5 Episoden)
- 2008: The Cleaner (Fernsehserie, Episode 1x09)
- 2011: Law & Order: LA (Law & Order: Los Angeles, Fernsehserie, Episode 1x19)
- 2011: Single Ladies (Fernsehserie, Episode 1x04)
- 2012: The Under Sheperd
- 2013: Blue Caprice
- 2014: Blackbird
- 2014–2018: The 100 (Fernsehserie, 44 Episoden)
- 2017: Bull (Fernsehserie, Episode 1x19)
- 2017: Zombie Shooter (Dead Trigger)
- 2020: Cut Throat City – Stadt ohne Gesetz (Cut Throat City)
- 2021: Gott ist nicht tot 4 – Wir sind das Volk (God’s Not Dead: We the People)